# Велвет
Велвет (шп. Velvet) шпанска је телевизијска серија, снимана од 2014. до 2016. године.
У Србији је премијерно приказивана током 2017. и 2018. на Радио-телевизији Војводине. Од 2018. године емитује се и на Радио-телевизији Србије.

## Синопсис
Серија прати живот људи који су повезани са галеријом сомота којом управља породица Маркез на чијем је челу Дон Рафаел Маркез који је ожењен Глоријом, са којом има ћерку Патрисију, док из првог брака има сина Алберта.
У златно време високе моде, у касним 50-има, у Мадриду постоји једно место, царство моде, које би сви барем једном у животу желели да посете и нешто купе. То је чувена галерија „Велвет”, гламурозна, модна палата, креирана по угледу на славну „Галерију Лафајет” као и чувену продавницу високе моде попут „” и „Pertegaza”.
Међутим, главни заплет ове приче је љубавна прича, Ане и Алберта која се дешава у луксузном здању модне палате. Ана је скромна кројачица, која ради у галерији — згодна је, забавна и храбра. Њени родитељи су умрли када је била мала, те је након њихове смрти препуштена ујаку Емилију, који такође ради у галерији. Одмалена је била заљубљена у Алберта, али зна да никада не могу бити заједно јер припадају различитим друштвеним класама. Обоје су заљубљени једно у друго и имају љубав за коју су спремни борити се. Алберто је, међутим, верен са Кристином — девојком која није власница његовог срца.

## Глумачка постава

### Главне улоге
| Глумац:               | Улога:           |
| --------------------- | ---------------- |
| Паула Ечаварија       | Ана Ривера Лопез |
| Мигел Анхел Силвестре | Алберто Маркез   |

### Споредне улоге
| Глумац:               | Улога:                        |
| --------------------- | ----------------------------- |
| Мануела Веласко Дијез | Кристина Отеги                |
| Хавијер Реј           | Матео Руиз-Лагаска            |
| Асијер Етксендиа      | Раул де ла Рива               |
| Аитана Санчез         | Бланка Сото                   |
| Марта Азас            | Клара Монтесинос              |
| Адријан Ластра        | Педро Инфантес                |
| Миријам Ђованели      | Патрисија Маркез              |
| Хосе Сакристан        | дон Емилио Лопез              |
| Амаја Саламанка       | Барбара де Сениљоса           |
| Петер Вивес           | Карлос Алврез                 |
| Дијего Мартин         | Енрике Отеги                  |
| Сесилија Фреире       | Маргарита Рита                |
| Пастора Вега          | Кармен                        |
| Франческо Тести       | Марко                         |
| Конча Веласко         | Петра                         |
| Мануела Вељес         | Луиса Ривас                   |
| Сара Риверо           | Кармен Сото                   |
| Кристина Пласас       | Пилар Маркез                  |
| Ана Лабордета         | Кајетана                      |
| Тереса Кало           | Нијевес                       |
| Инма Куевас           | Хеновева                      |
| Гиљермо Баријентос    | Домингез                      |
| Наталија Миљан        | Глорија Кампос                |
| Макси Иглесијас       | Максимилијано Макс Експосито  |
| Мауро Ривера          | Фелипе                        |
| Мариса Руиз           | Елвира                        |
| Силвија Марсо         | Хулија                        |
| Ева Уграте            | Роса Марија Роса Мари Бласкез |
| Кристина Љоренте      | Сусу Миравељес                |
| Хуана Акоста          | Сара Ортега                   |
| Лоло Мартин           | Хосе Луис                     |